# NGC 1836
NGC 1836 (również ESO 56-SC61) – gromada otwarta znajdująca się w gwiazdozbiorze Złotej Ryby. Należy do Wielkiego Obłoku Magellana. Odkrył ją James Dunlop 5 września 1826 roku.